# 1982 JE1
1982 JE1 är en asteroid i huvudbältet som upptäcktes 15 maj 1982 av Palomar-observatoriet.
Asteroiden har en diameter på ungefär 4 kilometer.